# La Zona, propriété privée
Pour plus de détails, voir Fiche technique et Distribution.
La Zona, propriété privée (La zona) est un thriller hispano-mexicain coécrit et réalisé par Rodrigo Plá, sorti en 2007. L'action de ce film se situe dans un village privé (gated community) à Mexico.

## Synopsis
Trois adolescents de Mexico s'introduisent dans une maison, mais le cambriolage tourne mal et ils tuent la vieille femme qui y habite, tandis qu'un garde est abattu par erreur. Plutôt que de prévenir les autorités, ce qui entrainerait la fermeture de la résidence, les habitants décident de se faire justice eux-mêmes. Une chasse à l'homme sans pitié commence, tandis qu'au-dehors un policier mène l'enquête.

## Résumé de l'action
L’action se déroule dans un quartier résidentiel privé (urbanización cerrada en espagnol, gated community en anglais) comme il en existe maintenant des milliers autour de Mexico : les riches y vivent en principe à l’abri des vols et des agressions omniprésentes dans la mégalopole mexicaine.
Pour le moment on n'y voit que de belles villas avec gazons et palmiers sous un soleil éclatant, mais des vues sombres d’intérieurs meublés façon nouveau-riche, d’extérieurs sous les nuages et la pluie, ou la nuit, ou même des séquences en noir-et-blanc filmées par les innombrables caméras de surveillance qui quadrillent la Zone.
Dans la lumière grise d’un crépuscule bourbeux un papillon volette au-dessus des jardins de la Zone, puis passe le faîte du mur d’enceinte. Alors qu'il va survoler l’amoncellement hétéroclite des chabolas (bidonvilles) grises s’étendant à perte de vue, il effleure un fil électrique au milieu des barbelés, et tombe avec un bref grésillement.
La nuit se fait, et la tempête tropicale se déchaine. Dans le casse auto situé en contrebas du mur d’enceinte (côté tiers-monde), le jeune gardien du casse reçoit trois amis (deux garçons et une fille) dans la carcasse de bus qui lui sert d’abri. Ils boivent, fument, s’exaltent.
Quand une rafale coupe le courant dans le quartier, et fait tomber un immense panneau publicitaire dont les pylônes s’abattent sur le mur, écrasant barbelés, fils électriques et caméras, les pibos (garçons) décident immédiatement de se lancer dans un raid à l’intérieur de l’eldorado; l’un d’eux est armé. Ils pénètrent par effraction dans la première maison au pied même du mur (côté richards), et commencent à vider les tiroirs. Quand la propriétaire, une dame âgée, se réveille et les menace de son petit pistolet, ils réussissent à l’assommer et à la désarmer; comme elle revient à elle et se débat, le gardien du casse l’étouffe. La bonne de la maison, cependant, s’échappe et alerte les gardes. Ils interviennent immédiatement, tirent à vue, et tuent deux des voleurs, l’un d’eux alors même qu’il tente de grimper sur le pylône pour s’échapper. Un des résidents, un vieillard, tire lui aussi depuis sa fenêtre et tue un des gardes. Le troisième voleur, un adolescent, disparait dans les contre-allées, et les caméras montrent qu’il n’est pas sorti de l’urbanización. 
Une aube sale se lève, et les copropriétaires se réunissent dans le gymnase en assemblée générale. Il y a plusieurs problèmes à régler. Les morts tout d’abord : la résidente assassinée sera déclarée décédée de mort naturelle et enterrée dans la chapelle privée – le garde, un jeune père de famille : on fait croire à sa veuve qu’il s’est suicidé et qu’on lui fait la faveur de déclarer sa mort comme étant due à un infarctus myocardique, ce qui lui permettra de toucher une pension – les cadavres des deux voleurs : ils seront mis dans des sacs-poubelles, enlevés par la benne avec les ordures ménagères et jetés à la grande décharge. 
Ensuite la police : elle a été alertée (non par les coups de feu, banals la nuit à Mexico) mais par un coup de téléphone émanant d’un des résidents ; or le village privé bénéficie d’un amparo (une charte de faveur délivrée par l’administration, qui lui confère un statut d’autonomie et d’autogestion «tant qu’il ne survient pas de fait grave dans son enceinte») et les résidents ont souscrit à la convention selon laquelle ils règleront les problèmes locaux entre eux, en évitant au maximum d'y mêler les autorités de l'extérieur. Mais lequel des résidents a osé appeler la police ? On se questionne, on se soupçonne, on examine les téléphones des uns  et des autres, tension et animosité s'exacerbent...
Parmi les résidents se dessine alors deux tendances : « les mous », très minoritaires, qui veulent tout avouer à la police et lui permettre d'investiguer - et « les durs », qui soutiennent que, comme les policiers sont tous corrompus, ils ne faut surtout pas les laisser s'occuper de l'affaire, ou alors s'apprêter à d'abord payer très cher leur silence, et par la suite à subir leur chantage, et même des représailles car évidemment ils avertiront les familles des morts...
D'ailleurs le poste de garde appelle : la police est à la grille d'entrée et demande l'accès au village privé. Les « durs » empêchent les policiers d'entrer en leur montrant l'amparo, et l'un des résidents (Gerardo, un macho amateur d'armes, joué par Carlos Bardem) glisse un billet au commissaire de police Rigoberto (joué par Mario Zaragoza) en lui conseillant de laisser tomber l'affaire, et « d'aller boire quelques cervezitas (petites bières) à sa santé ». Le policier, ulcéré, se jure de revenir avec un mandat de perquisition  et d'élucider l'affaire. Il commence par fouiller les ordures sortant de la Zona, et trouve les cadavres de deux jeunes hommes, criblés de balles. Comme l'un d'eux a dans la bouche une bague portant les initiales de la vieille dame morte la nuit précédente, le commissaire, sûr de pouvoir confondre les résidents de la Zona, demande à son supérieur l'autorisation officielle de perquisitionner les villas. Mais le chef lui ordonne de se calmer, et de le laisser procéder personnellement avec la circonspection qui s'impose... 
Le voleur survivant, un adolescent famélique, a trouvé refuge dans le sous-sol d'une villa de la Zona. Il se trouve qu'elle appartient à une famille de « mous » ; à l'étage, les propriétaires Daniel et Mariana sont d'accord :  pour eux, il faut livrer le coupable à la police quand on l'aura trouvé, et  non le tuer comme les deux autres. Leur fils, Alejandro (joué par Daniel Tovar), lui, descend à la cave pour chercher son fusil-harpon, car la psychose collective pousse chacun à s'armer, et (cas rare) il n'y a pas d'arme à feu chez eux. Alejandro découvre le jeune voleur dans le sous-sol. D'abord saisi de répulsion, il se rend compte que le jeune a le même âge que lui et qu'il parait épuisé, aux abois, inoffensif; il lui fait raconter son histoire(il n'a pas tué la vieille dame et l'a assommée pour sauver ses 2 amis qu'elle tenait en joue avec son pistolet sans comprendre tout ce qui se passait), sympathise avec lui, lui donne de la nourriture et accepte de le cacher quelque temps. Mais les adolescents du village  (à qui les adultes des équipes d'autovigilance ont interdit de participer aux battues faites à la recherche du troisième voleur) décident de se lancer eux aussi dans l'action. Aussi, à la sortie de leur cours privé intra muros, en blazer rouge, chemise blanche et cravate, armés qui d'une batte de baseball, qui d'une crosse de hockey, qui (Alejandro) d'un fusil harpon, et même (pour le plus excité d'entre eux) d'un revolver emprunté aux parents, les momios (fils de riche) ratissent le terrain de golf privé qui, sous les gros nuages gris-bleu, domine la mégalopole gris-sale. Ils osent même descendre dans la cañada, le ravin boisé qui draine la propriété privée, et là se font tirer dessus par leurs parents qui fouillaient eux aussi ce coin de nature sauvage. Il y a finalement plus de peur que de mal, et les parents ramènent leurs garçons à la maison.
Le lendemain Alejandro essaie d'exfiltrer Miguel, le jeune voleur, mais la tentative échoue : immédiatement repéré par les caméras de surveillance, le fuyard est pris en chasse par le comité de vigilance et les gardes. Il se réfugie dans les égouts, suit la pente du réseau, arrive à la sortie  du collecteur, et alors qu'il se croyait libre, se retrouve sur la zone d'épandage, prisonnier de hauts grillages électrifiés, derrière lesquels il voit ses bidonvilles tout proches. Épuise, Miguel rentre dans les égouts, les remonte, en sort, et se retrouve dans l'allée principale derrière une voiture de police. Il court après elle en appelant à l'aide...
Mais la voiture de police, après avoir ralenti, accélère et sort de la Zona, l'abandonnant à son sort. L'inspecteur Rigoberto, après avoir obtenu son mandat de perquisition, avait en effet réussi à pénétrer dans la Zona. Mais son chef l'a accompagné, et, après l'avoir muselé, a négocié personnellement un arrangement avec les résidents : il fermera les yeux sur tout ce qui s'est passé (et va se passer) contre une substantielle « donation aux œuvres de la police ». 
Le jeune voleur réussit à retourner dans le sous-sol de son ami Alejandro. Ils décident de faire un vidéo de Miguel racontant la vérité (il s'excuse de sa tentative de vol, veut payer pour ça, mais dit qu'il n'a tué personne) pour la donner au père d’Alejandro et que les gens comprennent. Mais le père d'Alejandro le découvre avant d'avoir la video, et l'emmène, à pied, vers la sortie, pour le remettre à la police. Alertés par la vidéo-surveillance, les « durs » s'assemblent, les injurient, les frappent. Le jeune voleur sort le petit pistolet de la vieille dame, qu'il avait gardé, et tire pour se défendre. Les habitants fous de rage le lynchent et le tuent.
Ensuite, pendant que ses parents se mordent les poings en regardant la vidéo qu'il a tournée dans leur sous-sol (elle montre le jeune voleur qui se confesse et explique), Alejandro met quelques affaires dans un sac, prend le 4x4 BMW de sa mère, récupère aux ordures le corps de son ami, le charge dans la voiture et sort de la Zona. Dans un quartier de la mégalopole, il trouve un cimetière de pauvres, et laisse le corps à un fossoyeur : moyennant un billet, l'homme enterrera le cadavre sans poser de questions. Dans la soirée, il laisse le BMW garé au bord d'une avenue où gronde une circulation anarchique, et achète à un petit débit sur le trottoir un sandwich et une bière...

## Fiche technique
- Titre original : La zona
- Titre français : La zona, propriété privée
- Titre international : La Zone
- Réalisation : Rodrigo Plá
- Scénario : Rodrigo Plá et Laura Santullo, d’après une histoire de cette dernière
- Décors : Antonio Muño-Hierro
- Costumes : Adela Cortázar
- Photographie : Emiliano Villanueva
- Montage : Ana García, Nacho Ruiz Capillas et Bernat Vilaplana
- Musique : Fernando Velázquez
- Production : Álvaro Longoria et Pilar Benito
- Société de production : Morena Films ; Buenaventura (coproduction)
- Société de distribution : Alta Classics S.L. Unipersonal (Espagne), Memento Films Distribution (France), Sacher Film (Mexique)
- Pays d’origine :  Mexique,  Espagne
- Langue originale : espagnol
- Format : couleur
- Genre : thriller
- Durée : 97 minutes
- Dates de sortie :
  - Grèce : septembre 2007 (Festival international du film d’Athènes, avant-première mondiale)
  - Mexique : 12 octobre 2007 (Festival international du film de Morelia) ; 14 mars 2008 (sortie nationale)
  - Espagne : 9 novembre 2007 (sortie nationale)
  - France : 19 mars 2008 (Festival Les Reflets du cinéma ibérique et latino-américain de Villeurbanne) ; 26 mars 2008 (sortie nationale)
  - Belgique : 24 septembre 2008

## Distribution
- Daniel Giménez Cacho : Daniel, le bourgeois modéré
- Maribel Verdú : Mariana, la femme de Daniel
- Alan Chavez : Miguel, le jeune poursuivi
- Daniel Tovar : Alejandro, le fils - ado - de Daniel
- Mario Zaragoza : le comandante (commissaire de police) Rigoberto
- Carlos Bardem : Gerardo, le chef de la milice d'autodéfense
- Marina de Tavira : Andrea
- Andrés Montiel : Diego, le premier à refuser la formation de la milice
- Blanca Guerra : Lucía
- Enrique Arreola : Iván
- Gerardo Taracena : Mario

## Production

### Interview de Rodrigo Plá
Miguel Frías a publié dans le journal argentin Clarín du juillet 2009 un article intitulé «El sistema entero está jodido» (« Le système tout entier est pourri »), résumé d’un entretien qu’il a obtenu par téléphone de Rodrigo Plá (né en  1968 à Montevideo, Plá à l’âge de neuf ans suivit au Mexique sa famille qui fuyait la dictature). 
Au journaliste qui lui demande s’il a eu en tête la phrase de Bertolt Brecht : « un fasciste n’est souvent qu’un bourgeois effrayé », le réalisateur répond : « un des thèmes de La Zona est l’exacerbation de la peur, l’apparition d’une paranoïa qui divise la société, la façon dont la classe sociale aisée, qui croit  échapper ainsi à la violence, crée un monde violent. Ces gens finissent par se transformer en ce qu’ils disent craindre ou haïr… (…) Je n’ai pas voulu monter un groupe de délinquants, mais une société malade… (…) Le film montre ce qui arrive en l’absence d’un État de droit, ou au moins d’un État atténuateur des conflits… (…) Dans les films policiers classiques la corruption est individuelle, et, en général, elle est combattue par certaines personnes qui défendent le bien public. Mais là, c’est le système tout entier qui est pourri… (…) La peur et l’apartheid volontaire s’emparent du village privé, et les extrémistes y prennent le pouvoir, réduisant au silence les quelques voix minoritaires qui leur sont opposées. Tout se déroule dans une ambiance de super-vigilance (qui abolit toute intimité), de règles contraignantes, d’uniformisation : ça ressemble vraiment au totalitarisme… (…) J’ai choisi pour jouer ces rôles (ceux de Miguel et d’Alejandro) des jeunes ayant une certaine ressemblance, comme s’il s’agissait d’un prince et d’un mendiant se regardant dans un miroir… ».
Il mentionne ensuite ses sources d’inspiration : la nouvelle éponyme écrite par sa femme  -   et les films  La aldea (Le Village, 2004), Una semana solos (de Celina Murga, 2009)  et El señor de las moscas (Sa Majesté des mouches, 1963).
Miguel Frías termine par un commentaire personnel : pour lui le film  est « une analyse sociale associée à un thriller, et l’analyse est parfois un peu trop évidente… ».

## Accueil

### Critiques
- Gerardo Mendoza, de Mexico, usager de  IMDB es a noté le 21/6/2010 : « C'est un fil cru et dérangeant, mais il reflète parfaitement la réalité sociale mexicaine ».
- López Fernando, dans le journal  argentin La Nación du 9-7-2009 [3] (article intitulé « Un mundo con sus propias leyes », « Un monde avec ses propres lois ») écrit :  « La Zona est un paradis artificiel autonome et auto-suffisant, isolé du monde réel et de ses misères. Et ce monde réel se manifeste crûment de l’autre côté du mur, sous la forme d’un gigantesque bidonville. La Zona n’est pas seulement un quartier privé, mais une ville dans la ville, avec sa milice privée, et même des normes et des règlements édictés par ses résidents, lors d’assemblées d’aspect démocratique… Rodrigo Plá, dans ce film qui associe dénonciation et thriller, montre la barbarie de ceux qui se prétendent civilisés, et le sursaut de ceux qui conservent quelques repères moraux (en particulier Alejandro, l’adolescent, qui va vivre une expérience décisive). Le film, tourné avec le formalisme d’une série télévisée, assure son impact dans l’esprit du spectateur en faisant croître la tension – bien qu’on puisse lui reprocher de trop vouloir souligner, d’exagérer, et de tendre vers la simplification manichéenne. Mais, malgré encore quelques inadéquations et une séquence inutile qui alourdit la fin, on doit signaler une réussite : le film évite le discours moralisateur. ».

- Sur le site du  "San Francisco International Film Festival, 24 avril-8 mai 2008”  [4] on peut lire : « autonome, la Zona  est une communauté de riches, brillante de propreté, avec des haies bien taillées et aucune intimité, une prison avec des barreaux dorés, qui enferme les habitants tout en les protégeant de l’extérieur » (« a prison with golden bars keeping people in as much as out »).

## Commentaires
- Film noir, tendu, mené avec force, où le réalisateur a préféré la fiction plutôt que de « montrer la réalité brute, telle qu'elle existe »[5].
- Le scénario de Rodrigo Plá lui a été inspiré par sa compagne, Laura Santullo, d'après un récit écrit par celle-ci, intitulé La Zona.

## Œuvres apparentées
- L’extension du phénomène social de privatisation de certains quartiers résidentiels (qui entraîne la fragmentation du corps social et aboutit finalement à  la négation de la ville et à l'exacerbation de la lutte des classes) est évoqué dans des œuvres comme : 
  - le livre Las viudas de los jueves (Les Veuves du jeudi) de Claudia Piñeyro, devenu best-seller en Argentine après avoir obtenu le prix 2005 du  journal El Clarín.
  - les films  Pájaros muertos (Oiseaux morts) de Guillermo et Jorge Sempere (Espagne)  -  Una semana solos (Une semaine seuls) de Celina Murga et Las viudas de los jueves (Les Veuves du jeudi) de Marcelo Piñeyro (Argentine).
- Par ailleurs les usagers de IMDB et Rottentomatoes ont relevé des analogies entre La Zona et les films suivants : Amores Perros (Amours chiennes)  et El violín (Le Violon) (Mexique) – L’Aria salata (Italie) - Crash ; The Stepford Wives et Escape from New York (New York 1997) (États-Unis).

## DVD
Sortie en DVD le 16 octobre 2008, le DVD contient une erreur dans sa description du film : on décrit le film comme « Le nouveau film choc de l'Amérique du Sud », or l'histoire se déroule au Mexique, qui se trouve en Amérique du Nord. Les termes exacts auraient dû être « Amérique latine ».

## Distinctions
Récompenses
- Mostra de Venise 2007 : Lion du futur (meilleur premier film)
- Festival international du film de Toronto 2007 : Prix de la critique internationale